# 東京都立中野特別支援学校
東京都立中野特別支援学校（とうきょうとりつ なかのとくべつしえんがっこう）は、東京都中野区南台三丁目にある公立特別支援学校。知的障害者を教育対象とする。

## 概要
東京都立青鳥養護学校杉並分校内に開設事務所を構えたのち、1978年（昭和53年）に東京都立中野養護学校として開校した。小学部・中学部・高等部の3学部が設置されている。
2024年（令和6年）に放映されたNHK Eテレの学校放送番組『ストレッチマンGO!』では本校が舞台に採用された。
2024年（令和6年）末に閉校する東京都立しいの木特別支援学校を分教室化し、東京都立中野特別支援学校しいの木分教室（仮称）として運営する予定である。

## 学部
- 小学部
- 中学部
- 高等部

## 沿革
- 1978年（昭和53年）4月 - 東京都立中野養護学校として開校。
- 1979年（昭和54年）1月16日 - 校舎竣工、開校記念日となる。
- 2008年（平成20年）4月1日 - 東京都立中野特別支援学校に校名変更。
- 2019年（平成31年）4月1日 - 特別支援学校におけるスポーツ教育推進校に指定。